# Луби (Люблінське воєводство)
Луби (пол. Łuby) — село в Польщі, у гміні Мєндзижець-Підляський Більського повіту Люблінського воєводства.
Населення — 122 особи (2011).
У 1975-1998 роках село належало до Білопідляського воєводства.

## Демографія
Демографічна структура станом на 31 березня 2011 року:
|          | Загалом | Допрацездатний вік | Працездатний вік | Постпрацездатний вік |
| -------- | ------- | ------------------ | ---------------- | -------------------- |
| Чоловіки | 66      | 22                 | 36               | 8                    |
| Жінки    | 56      | 12                 | 29               | 15                   |
| Разом    | 122     | 34                 | 65               | 23                   |